# Tiberius Claudius Pompeianus
Tiberius Claudius Pompeianus (ca. 125 - na 193) was een Romeinse generaal en politicus ten tijde van keizer Marcus Aurelius.  
Hij trouwde met Marcus Aurelius' dochter Lucilla. Hij werd een zeer gerespecteerd senior senator in Rome. Twee keer weigerde hij het keizerschap.